# Saxon Falls
Die Saxon Falls sind ein Wasserfall bislang nicht ermittelter Fallhöhe im Kahurangi National Park in der Region West Coast auf der Südinsel von Neuseeland. 

## Geographie
Südlich des 1507 m hohen Mount Herbert in den Neuseeländischen Alpen liegt der Wasserfalls im Oberlauf des Karamea River kurz vor der Einmündung des Taipō River.
Der Wasserfall befindet sich an einem kurzen südlichen Stichweg des Wangapeka Track unweit der Trevor Carter Hut.